# 니오 EC7
니오 EC7(영어: Nio EC7)은 니오에서 2022년부터 생산 중인 중령 럭셔리 크로스오버 SUV이다.

## 개요

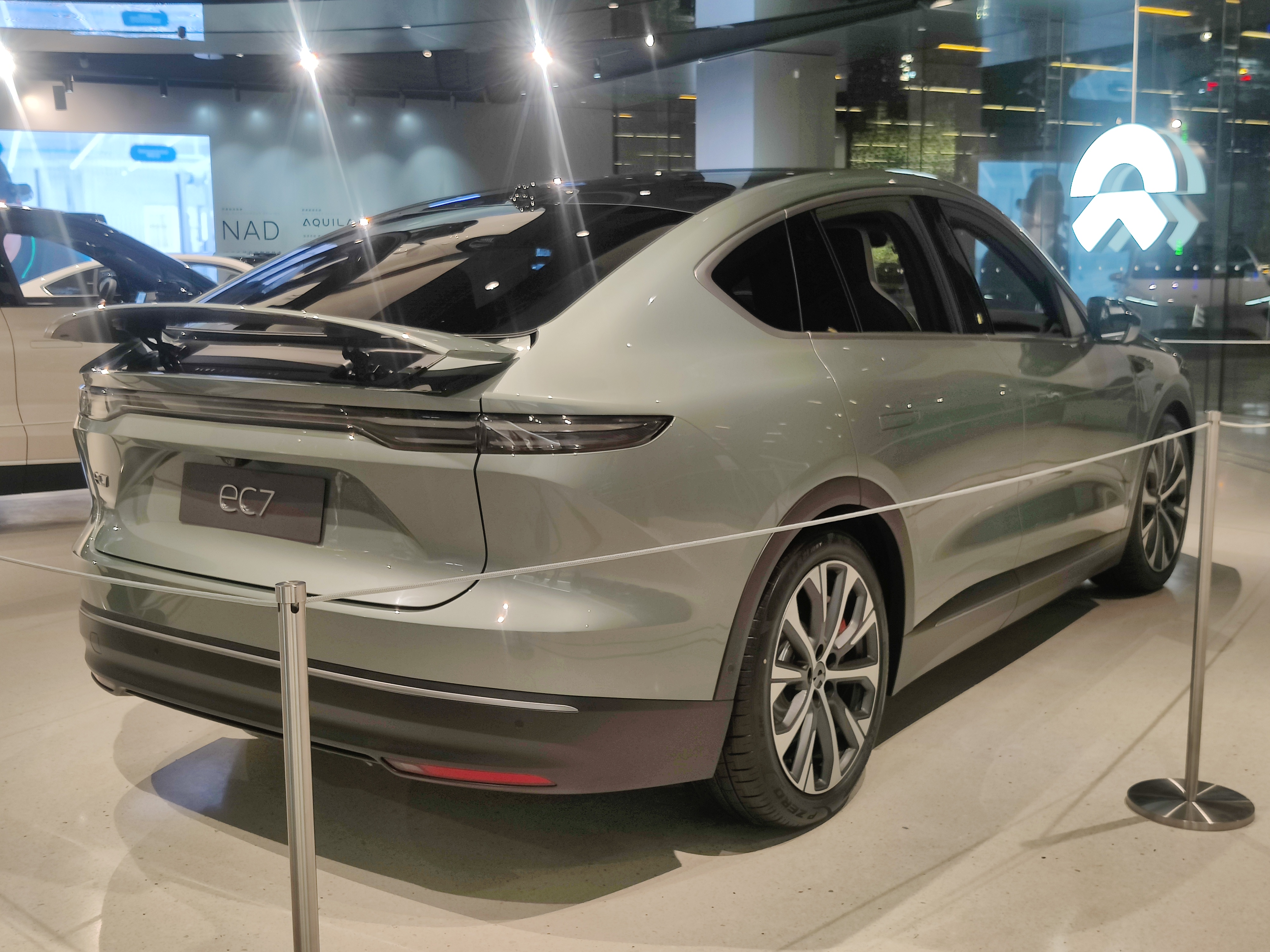
후면부

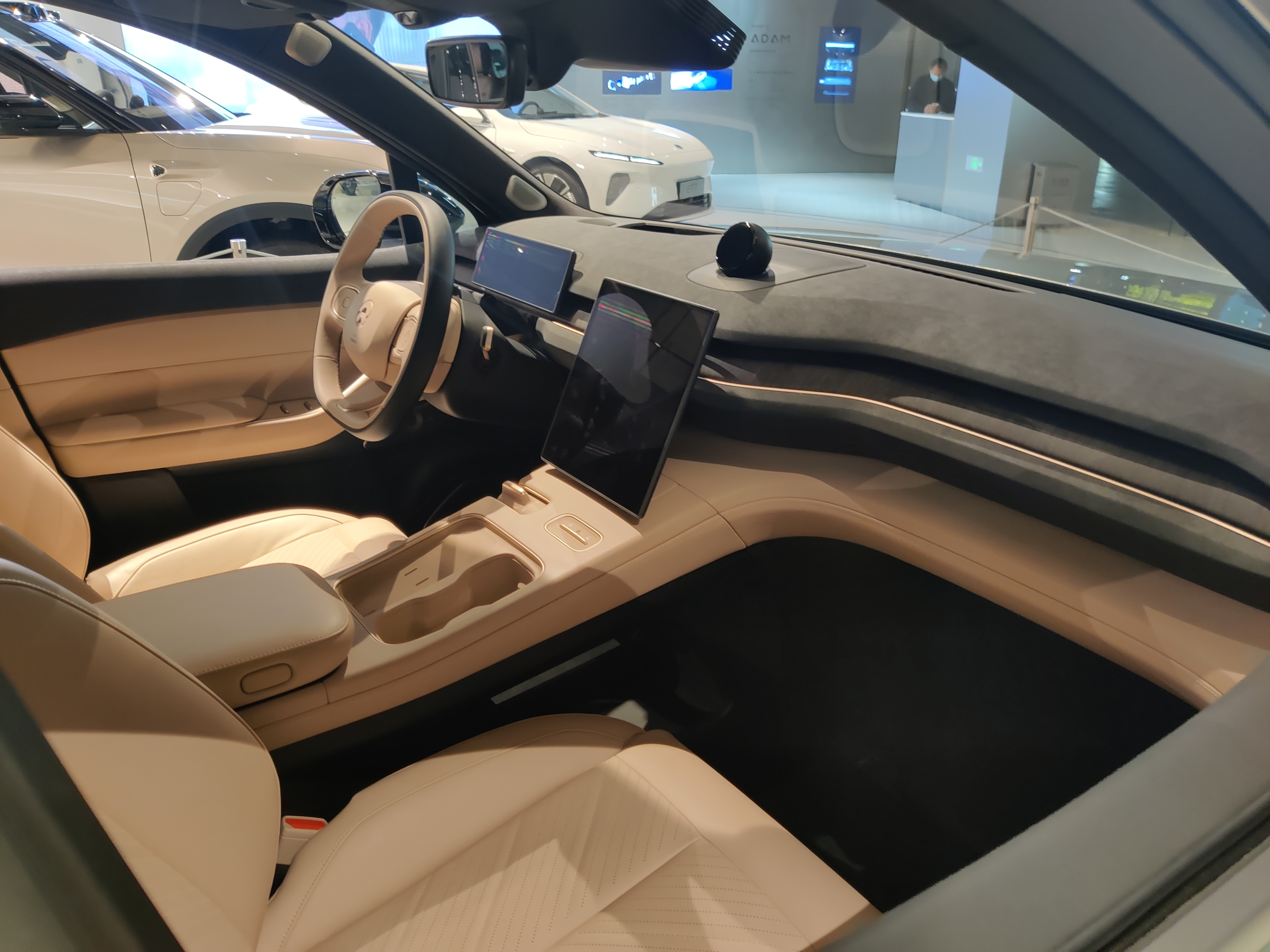
내부

EC7은 스포티한 루프라인을 갖춘 5도어 5인승 크로스오버 SUV이자 더 박시한 ES7에 대응하는 크로스오버 쿠페이다. 이 차량에는 현재 모든 Nio 모델에서 사용할 수 있는 150kWh 배터리 옵션이 제공되어 있으며 니오 ES8처럼 교체 가능한 리튬 이온 배터리 팩으로 구동된다.경쟁 차종으로는 테슬라 모델 X가 았다.

## 사양
EC7은 487 kW (653 hp)의 최고 출력을 생성하여 3.8초의 0–100km/h 시간으로 변환한다.이 버전은 후면에 300kW 유도 모터를 사용하고 전면에 180kW 영구 자석 모터를 사용한다.